# Балигород (гміна)
Гміна Балигород (пол. Gmina Baligród) — сільська гміна у східній Польщі. Належить до Ліського повіту Підкарпатського воєводства.

## Історія
Гміна розташована на прадавніх етнічних українських теренах. Утворена з 1.08.1934 у складі Ліського повіту Львівського воєводства з дотогочасних сільських громад: Балигород, Бистре, Тисовець, Яблінки, Кельчава, Колоничі, Лубне, Мхава, Рябе, Розтоки Долішні, Стежниця.

## Адміністративний устрій
До регіону входять солтиства: Балигород, Загочів'я, Жерденка, Кельчава, Мхава, Новосілки, Розтоки Долішні, Стежниця, Тисовець, Яблінки та інші села: Бистре, Жерниця Вишня, Жерниця Нижня, Колониці, Лубне, Рябе.
Станом на 31 грудня 2011 у гміні проживало 3226 осіб.

## Площа
Згідно з даними за 2007 рік площа гміни становила 158.12 км², у тому числі:
- орні землі: 22,00 %
- ліси: 67,00 %

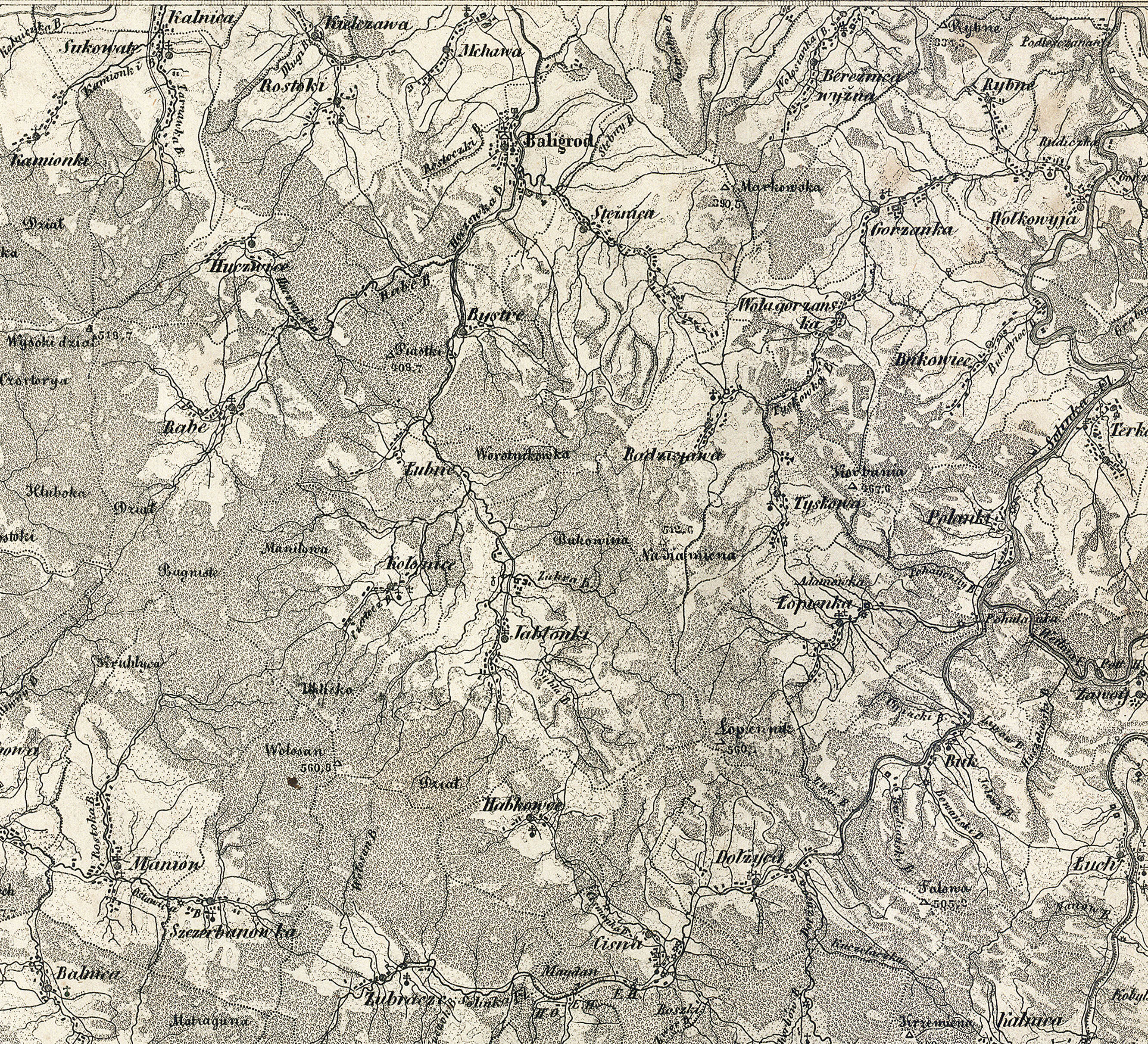
гміна Балигород на карті 1855 року

Таким чином, площа гміни становить 18,94 % площі повіту.

## Населення
Станом на 31 грудня 2011:
| Опис     | Загалом | Загалом | Чоловіки | Чоловіки | Жінки | Жінки |
| -------- | ------- | ------- | -------- | -------- | ----- | ----- |
| одиниця  | осіб    | %       | осіб     | %        | осіб  | %     |
| все      | 3226    | 100     | 1604     | 49.72    | 1622  | 50.28 |
| міське   | 0       | 100     | 0        |          | 0     |       |
| сільське | 3226    | 100     | 1604     | 49.72    | 1622  | 50.28 |

## Релігія
До виселення українців у 1945 році в СРСР та депортації в 1947 році в рамках акції Вісла села гміни належали до парафій Перемиської єпархії:
Балигородського деканату
- парафія Балигород: Балигород, Стежниця, Бистре, Лубне
- парафія Жерниця Вижна: Жерниця Вишня, Жерниця Нижня, Жерденка
- парафія Загочів'я: Загочів'я, Новосілки
- парафія Мхава: Мхава, Розтоки Долішні, Кельчава, Тисовець
- парафія Рябе

Тіснянського деканату
- парафія Яблінки: Яблінки, Колониці

## Сусідні гміни
Гміна Балигород межує з такими гмінами: Загір'я, Команча, Лісько, Солина, Тісна.